# GSC2414-36-1
GSC2414-36-1 — хімічно пекулярна зоря спектрального класу A0, що має видиму зоряну величину в смузі V приблизно 10,1.